# Pachydactylus sansteynae
Espèce
Synonymes
- Pachydactylus oreophilus sansteyni Steyn & Mitchell, 1967

Pachydactylus sansteynae est une espèce de geckos de la famille des Gekkonidae.

## Systématique
L'espèce Pachydactylus sansteynae a été décrite en 1967 par Willem Johannes Steyn (d) et A. J. L. Mitchell (d).

## Répartition
Cette espèce est endémique de Namibie. Elle se rencontre dans les régions d'Erongo et de Kunene.

## Étymologie
Cette espèce est nommée en l'honneur de San Steyn, l'épouse de Willem Johannes Steyn (d).

## Publication originale
- Steyn & Mitchell, 1967 : « Two new geckos (Pachydactylus serval sansteyni ssp. nov., Pachydactylus oreophilus gaiasensis ssp. nov.) from South West Africa ».  Cimbebasia, vol. 21, p. 9-21 (texte intégral).